# Tillsammans 99
Tillsammans 99 är en svensk komedi- och dramafilm från 2023. Filmen är uppföljare till Lukas Moodyssons film Tillsammans från 2000, och utspelar sig 1999, det vill säga 24 år efter första filmen. Moodysson har även regisserat och skrivit manus till den här filmen.
Filmen hade världspremiär på Toronto International Film Festival den 7 september 2023. Den hade biopremiär i Sverige den 13 oktober samma år, utgiven av SF Studios.

## Handling
Filmen kretsar kring vännerna som år 1975 bodde i kollektivet Tillsammans. Filmen utspelar sig år 1999 och nästan alla i det gamla kollektivet har gått vidare. Den gamla storfamiljen består nu endast av två personer, Göran och Klasse. Då de känner sig ensamma föds idén om en återträff med de gamla kompisarna.

## Rollista (i urval)
- Gustaf Hammarsten – Göran
- Shanti Roney – Klasse
- Lisa Lindgren – Elisabeth
- Jonas Karlsson – Lasse
- Anja Lundqvist – Lena
- Henrik Lundström – Fredrik
- Olle Sarri – Erik
- Cecilia Frode – Signe
- Lars Frode – Sigvard
- Sten Ljunggren – Birger
- Julia Heveus – Mirjam
- David Dencik – Peter
- Clara Christiansson Drake – "Kompis"
- Jessica Liedberg – Anna
- Seb Carlsson – Kim

## Produktion
Filmen är producerad av Lars Jönsson och Anna Carlsten på Memfis Film i samproduktion med SF Studios och Film i Väst, med stöd av Svenska Filminstitutet och Nordisk Film- & TV Fond. Inspelningarna av filmen påbörjades i augusti 2022 i  Västra Götaland.